# 대한민국의 국무조정실장
국무조정실장(國務調整室長)은 국무조정실을 대표하는 직위로, 장관급 정무직공무원으로 보한다.

## 임명
- 국무조정실장은 대통령이 임명한다.

## 역할
- 각 행정기관의 장은 소관사무를 통할하고 소속공무원을 지휘·감독한다.
- 국무조정실장은 각 중앙행정기관의 행정의 지휘·감독, 정책 조정 및 사회위험·갈등의 관리, 정부업무평가 및 규제개혁에 관하여 국무총리를 보좌한다.

## 역대 실장

### 행정조정실장
| 정부        | 대수           | 이름                              | 임기                             | 비고   |
| ----------- | -------------- | --------------------------------- | -------------------------------- | ------ |
| 제4공화국   | 초대           | 박승복(朴承復)                    | 1973년 2월 1일~1976년 1월 5일    | 차관급 |
| 제4공화국   | 2대            | 이명춘(李明春)                    | 1976년 1월 5일~1978년 12월 22일  |        |
| 제4공화국   | 3대            | 최창락(崔昌洛)                    | 1979년 1월 22일~1979년 12월 15일 |        |
| 제4공화국   | 4대            | 서석준(徐錫俊)                    | 1979년 12월 15일~1980년 5월 29일 |        |
| 제4공화국   | 5대            | 이선기(李宣基)                    | 1980년 5월 29일~1981년 12월 21일 |        |
| 제5공화국   | 5대            | 이선기(李宣基)                    | 1980년 5월 29일~1981년 12월 21일 |        |
| 6대         | 손수익(孫守益) | 1981년 12월 24일~1983년 10월 15일 |                                  |        |
| 7대         | 이규성(李揆成) | 1983년 10월 18일~1988년 12월 5일  |                                  |        |
| 7대         | 이규성(李揆成) | 1983년 10월 18일~1988년 12월 5일  | 노태우 정부                      |        |
| 8대         | 안치순(安致淳) | 1988년 12월 13일~1990년 11월 19일 | 과로로 인해 재임 중 사망         |        |
| 9대         | 심대평(沈大平) | 1990년 12월 28일~1992년 3월 30일  |                                  |        |
| 10대        | 윤성태(尹成泰) | 1992년 3월 31일~1993년 3월 3일    |                                  |        |
| 김영삼 정부 | 11대           | 김시형(金時衡)                    | 1993년 3월 4일~1994년 12월 27일  |        |
| 김영삼 정부 | 12대           | 강봉균(姜奉均)                    | 1994년 12월 27일~1996년 8월 8일  |        |
| 김영삼 정부 | 13대           | 김용진(金容鎭)                    | 1996년 8월 13일~1996년 12월 20일 |        |
| 김영삼 정부 | 14대           | 이환균(李桓均)                    | 1996년 12월 24일~1997년 3월 5일  |        |
| 김영삼 정부 | 15대           | 이기호(李起浩)                    | 1997년 3월 7일~1997년 8월 5일    |        |
| 김영삼 정부 | 16대           | 이영탁(李永鐸)                    | 1997년 8월 8일~1998년 2월 28일   |        |

### 국무조정실장
| 정부        | 대수 | 이름           | 임기                            | 비고            |
| ----------- | ---- | -------------- | ------------------------------- | --------------- |
| 김대중 정부 | 초대 | 정해주(鄭海洲) | 1998년 3월 6일~2000년 1월 13일  | 장관급으로 격상 |
| 김대중 정부 | 2대  | 최재욱(崔在旭) | 2000년 1월 14일~2000년 6월 7일  |                 |
| 김대중 정부 | 3대  | 안병우(安炳禹) | 2000년 6월 8일~2001년 3월 25일  |                 |
| 김대중 정부 | 4대  | 나승포(羅承布) | 2001년 3월 26일~2001년 6월 7일  |                 |
| 김대중 정부 | 5대  | 김호식(金昊植) | 2001년 6월 8일~2002년 7월 10일  |                 |
| 김대중 정부 | 6대  | 김진표(金振杓) | 2002년 7월 11일~2003년 2월 26일 |                 |
| 노무현 정부 | 7대  | 이영탁(李永鐸) | 2003년 2월 27일~2004년 2월 10일 |                 |
| 노무현 정부 | 8대  | 한덕수(韓德洙) | 2004년 2월 11일~2005년 3월 14일 | 국무총리 역임   |
| 노무현 정부 | 9대  | 조영택(趙泳澤) | 2005년 3월 23일~2006년 3월 28일 |                 |
| 노무현 정부 | 10대 | 김영주(金榮柱) | 2006년 3월 29일~2007년 1월 5일  |                 |
| 노무현 정부 | 11대 | 임상규(任祥奎) | 2007년 1월 8일~2007년 8월 8일   |                 |
| 노무현 정부 | 12대 | 윤대희(尹大熙) | 2007년 8월 9일~2008년 2월 28일  |                 |

### 국무총리실장
| 정부        | 대수 | 이름           | 임기                            | 비고 |
| ----------- | ---- | -------------- | ------------------------------- | ---- |
| 이명박 정부 | 초대 | 조중표(趙重杓) | 2008년 3월 1일~2009년 1월 19일  |      |
| 이명박 정부 | 2대  | 권태신(權泰信) | 2009년 1월 19일~2010년 8월 11일 |      |
| 이명박 정부 | 3대  | 임채민(林寀民) | 2010년 8월 11일~2011년 9월 4일  |      |
| 이명박 정부 | 4대  | 임종룡(任鍾龍) | 2011년 9월 4일~2013년 3월 4일   |      |

### 국무조정실장
| 정부        | 대수     | 이름           | 임기                            | 비고                   |
| ----------- | -------- | -------------- | ------------------------------- | ---------------------- |
| 박근혜 정부 | 초대     | 김동연(金東兗) | 2013년 3월 25일~2014년 7월 25일 | 기획재정부 장관 역임   |
| 박근혜 정부 | 2대      | 추경호(秋慶鎬) | 2014년 7월 25일~2016년 1월 12일 |                        |
| 박근혜 정부 | 직무대리 | 오균(吳均)     | 2016년 1월 12일~2016년 1월 18일 | 1차장 겸 실장 직무대리 |
| 박근혜 정부 | 3대      | 이석준(李錫駿) | 2016년 1월 18일~2017년 5월 10일 |                        |
| 문재인 정부 | 4대      | 홍남기(洪楠基) | 2017년 5월 11일~2018년 11월 9일 |                        |
| 문재인 정부 | 5대      | 노형욱(盧炯旭) | 2018년 11월 9일~2020년 5월 9일  |                        |
| 문재인 정부 | 6대      | 구윤철(具潤哲) | 2020년 5월 9일~2022년 6월 7일   |                        |
| 윤석열 정부 | 7대      | 방문규(方文圭) | 2022년 6월 7일~2023년 8월 22일  |                        |
| 윤석열 정부 | 8대      | 방기선(方基善) | 2023년 8월 23일~2025년 6월 24일 |                        |
| 이재명 정부 | 9대      | 윤창렬(尹昌烈) | 2025년 6월 24일~                |                        |

## 같이 보기
- 국무조정실
- 국무조정실 차장